# Ну ти й відьма...
«Ну ти й відьма» — український телевізійний художній фільм, знятий режисером Едуардом Дмитрієвим на студії Укртелефільм у 1992 році за мотивами оповідання Джеймса Ганна «Де б ти не був» (1960 Wherever You May Be / James E. Gunn).

## Сюжет
Вчений-психолог для роботи над дисертацією приїжджає в мисливський будиночок біля озера. По дорозі знайомиться з дочкою лісника. Батько впевнений: його дочка — відьма. Вона дійсно має паранормальні властивості, переслідує вченого, тому закохалася в нього. Та й відьмою вона стає лише тоді, коли нещасна. Вчений вирішує одружитися на дівчині і зробити її щасливою.

## В ролях
- Лариса Савенкова
- Ігор Рогачов
- Альберт Філозов
- Любомирас Лауцявічюс

## В епізодах
- О.Бліннікова
- Б.Болдиревський
- А.Масленнікова
- Д.Наливайчук
- Т.Слободська
- А.Усенко
- В.Ямненко
- Діма Кучерук

## Над фільмом працювали
- Автори сценарію: Н.Башкіна, Е.Дмитрієв
- Режисер-постановник: Е.Дмитрієв
- Оператор-постановник: Е.Плучик
- Художник-постановник:Е.Колесов
- Компоситор: М.Старицький
- Звукооператор: Г.Стремовський
- Режисер: Н.Башкіна
- Монтажер: А.Гузик
- Художник-гример: О.Ратушна
- Художник по костюмах: А.Кириченко
- Асистенти режисера: Л.Половиненька, Л.Полянська.
- Асистенти оператора: С.Полулях, С.Фернандес.
- Асистенти художника по монтажу: В.Клібановський, Т.Гудовська.
- Майстер по світлу: В.Федорченко
- Установник кольору: М.Коцюбинський
- Музичний редактор: Р.Самойленко
- Редактор: Н.Голик
- Адміністратор: В.Лютенко
- Директор фільму: Ганна Ващенко.

## Додаткова інформація
Оповідання Джеймса Ганна "Де б ти не був" (1960 Wherever You May Be / James E. Gunn). має ще дві екранізації:
- (1979-1990) «Цей фантастичний світ»[rus] серія радянських телевистав, а саме заключний 16 випуск «Психодинаміка чаклунства».
- (2002) «Якщо наречена відьма» російський телесеріал (4 серії).